# Caobing

Le cáobǐng (chinois simplifié : 草饼 ; chinois traditionnel : 草餅 ; litt. « gâteau d'herbes ») est une sucrerie à base de farine de riz gluant fourrée le plus souvent d'une pâte sucrée de haricot azuki, ou bien d'un mélange de sésame, de mélasse, ou d'autres éléments appréciés dans les déserts en Extrême-Orient : haricots de soja, haricots mungo, crème de lotus. Il est connu au Japon sous le nom de mochi ou daifuku, et sous le nom de môa-chî (麻糬) à Taïwan où la colonisation japonaise (1895-1945) l'a apporté.